# Tafalka bosa
Tafalka bosa är en insektsart som beskrevs av Irena Dworakowska 1979. Tafalka bosa ingår i släktet Tafalka och familjen dvärgstritar. Inga underarter finns listade i Catalogue of Life.